# Retexturering
Retexturering är fysikaliska processer som används för att återställa / förbättra makrotextur (vägar) och därmed god våtfriktion hos vägbeläggningar, exempelvis efter omfattande polering av vägfordons gummidäck eller på grund av "blödande" bindemedel.
Retexturering är ett kostsamt men ofta helt väsentligt inslag i trafiksäkerhetsarbetet främst i länder utan nämnvärd dubbdäckstrafik. Ett exempel kommer från Aberdeenshire i Storbritannien. En kartläggning av "hot spot"-avsnitt med många halkolyckor pekade ut fem sträckor med 34 halkolyckor (2009) med egendomsskador till en kostnad av 3 miljoner pund. Efter retexturering har det på ett år inte skett en enda halkolycka på de åtgärdade tidigare så olycksdrabbade avsnitten. Enligt kalkyler från den vägentreprenör som utfört arbetet, har åtgärden gett en ekonomisk avkastning på 2 500 % av satsat kapital.

## Orsaker
En vanlig orsak till att vägbeläggningar polerats till oacceptabelt låg friktion är att beläggningen har tillverkats med poleringskänslig ytsten. På högtrafikerade vägar i Sverige används ytsten av porfyr och kvartsit för att förebygga spårslitage. Dessa bergarter ger mycket poleringskänsligt stenmaterial. Svenska högtrafikvägar har alltså stort behov av retexturering, vilket idag utförs gratis och utan trafikavstängning tack vare dubbdäckens uppruggande effekt på vägbeläggningen.
Andra vanliga orsaker till låg vägfriktion på våt bar vägyta är "fet" asfaltbeläggning med blödande bitumen, att vägytans textur är igensatt med föroreningar i form av vägdamm, gummirester och fett, ytbehandling där pågruset pressats ned under bindemedlets yta samt försegling där pågruset har släppt från bindemedlet och efterlämnat en spegelblank yta där bindemedlet har "spacklat igen" asfaltens normala makrotextur (kan likställas med att svarva bort allt mönster från fordonens däck).

## Metoder
Retexturering av vägytan kan ske på flera olika sätt, exempelvis:
- Ytstenarna bearbetas med hammare.
- Ytan ruggas upp med hjälp av skivor monterade på en roterande trumma.
- Ytan blästras med stålkulor.
- Ytan ruggas upp tack vare trafikering av fordon med dubbdäck.

Renovering av textur hos en vägyta som har ett homogent överskott av bindemedel kan utföras med hjälp av spolning med vatten under högt tryck. 
Alla metoderna (utom dubbdäckstrafikering) utförs vanligtvis med hjälp av specialmaskiner. Dessa finns både i stort format (ofta lastbilsmonterade) och som små handhållna enheter. Maskinell retexturering förutsätter av trafiksäkerhetsskäl att körfältet stängs för trafik medan arbetet pågår.

## Begränsad livslängd

### Vägbeläggning av poleringskänslig sten
Även om texturen kan förbättras, kommer stenmaterialets poleringskänslighet att vara lika stor som innan. Därför har åtgärden ofta ganska kort livslängd; inom ett par år är ytan hal igen.

### Blödande beläggningar
Efter att ytskiktets bitumenöverskott har avlägsnats genom retexturering så kan vägytans makrotextur återfå normal livslängd, dvs åtgärden kan ge riktigt långvarigt bestående effekt. 

### Igentäppt textur
När makrotexturen täppts igen, behöver såväl nytillverkad asfalt som retexturerad asfalt rengöras.
Retexturering kan ge makrotexturen lika lång funktionell livslängd som hos nytillverkad vägyta.
En närliggande problem är låg vägfriktion på grund av nedsmutsning ovanpå vägytan och dess textur.
Exempel på sådan nedsmutsning är löst grus och dieselspill, vilket visats kunna ge lika låg vägfriktion som på vinterväglag typ hårdpackad snö.

## Kostnader och nyttovärde
Trots kort livslängd, betraktar många retexturering som ett kostnadseffektivt sätt att upprätthålla sladdresistenta vägytor. 
Kostnaden är starkt beroende av det arbetsprogram som genomförs. Till skillnad från många andra vägarbetsprocesser är denna i stort sett opåverkad av väderförhållanden, vilket ger låg risk för oförutsedd fördyring.

## Risker
All retexturing sker med processer som är mycket aggressiva mot vägytan. Behandling bör därför endast utföras på vägslitlager som är strukturellt intakta. Varje svaghet i vägytan kommer snabbt att utvidgas i samband med retexturering.

## Alternativa metoder
Istället för retexturering kan vägen ytbehandlas eller helt enkelt asfalteras om. Vägar med omfattande trafikering av dubbdäck behöver normalt inte retextureras maskinellt. Ett undantag är nylagd asfalt som blivit slät genom t.ex. blödande bindemedel, vilken självklart måste retextureras innan trafikering i vått väglag tillåts ske i normala landsvägsfarter.